# Grobisko ariańskie w Krynicy

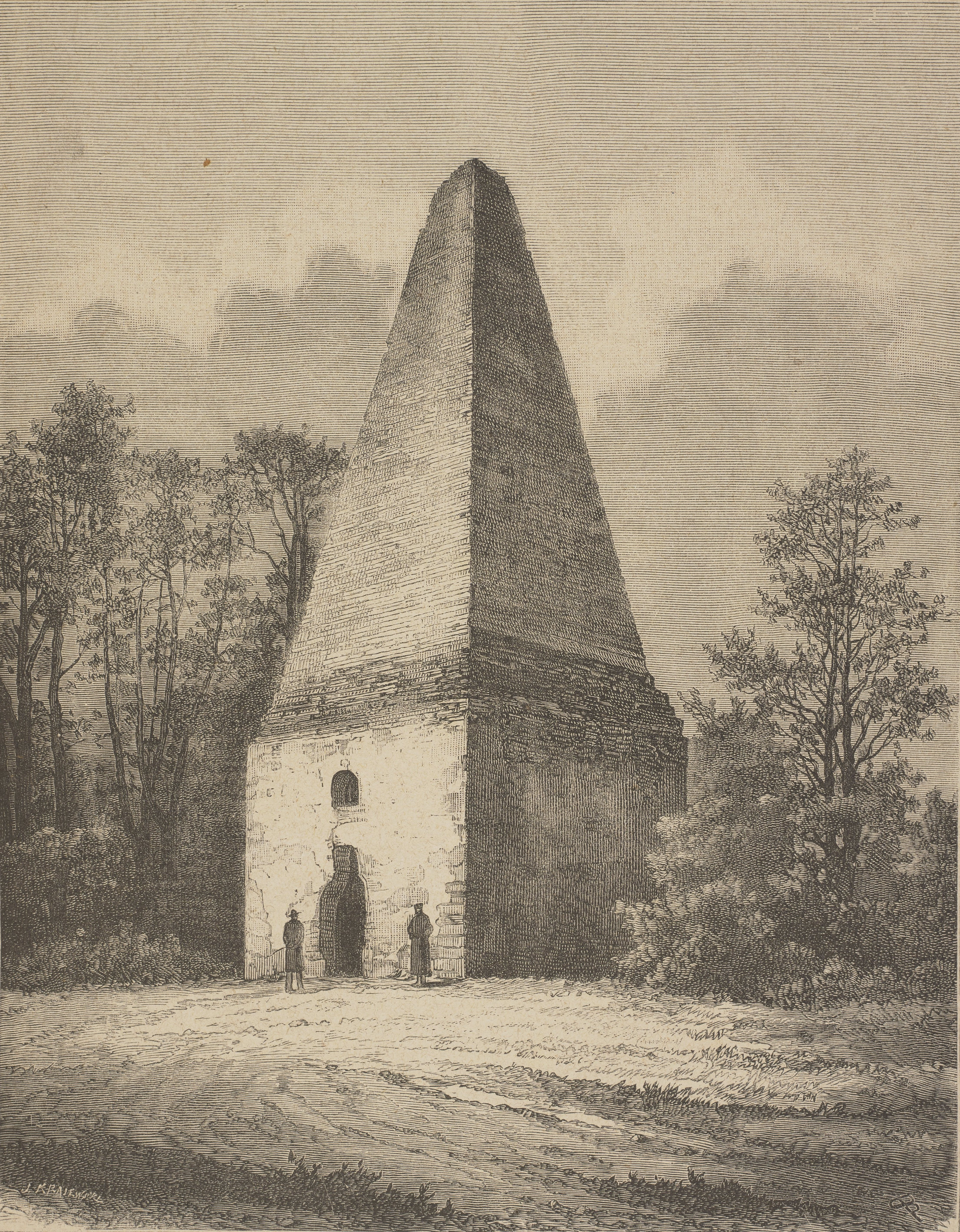
Grobisko na drzeworycie Jana Krajewskiego (1883)

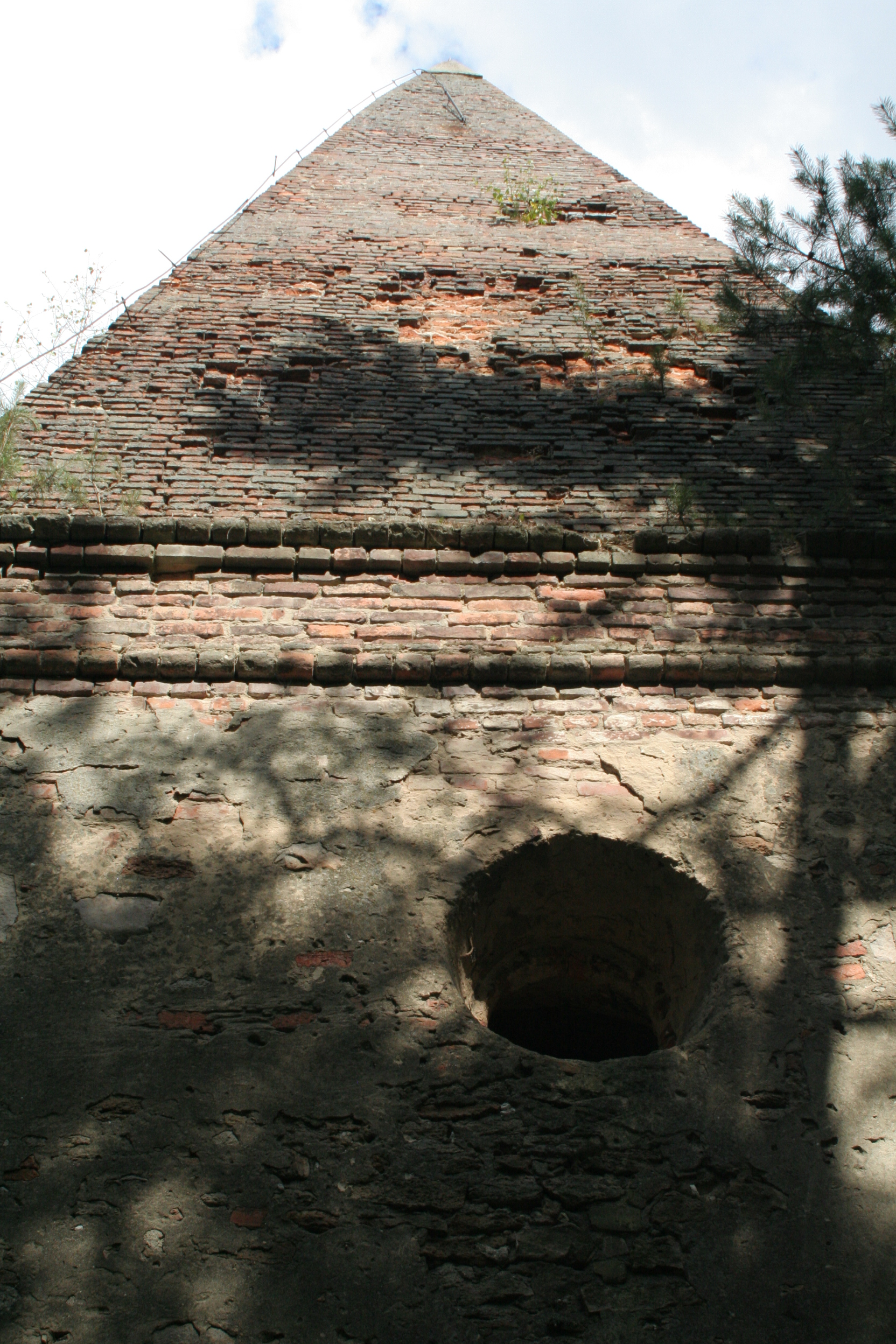
Wygląd zewnętrzny: widoczne zwieńczenie, współczesny piorunochron i okrągły otwór w ścianie

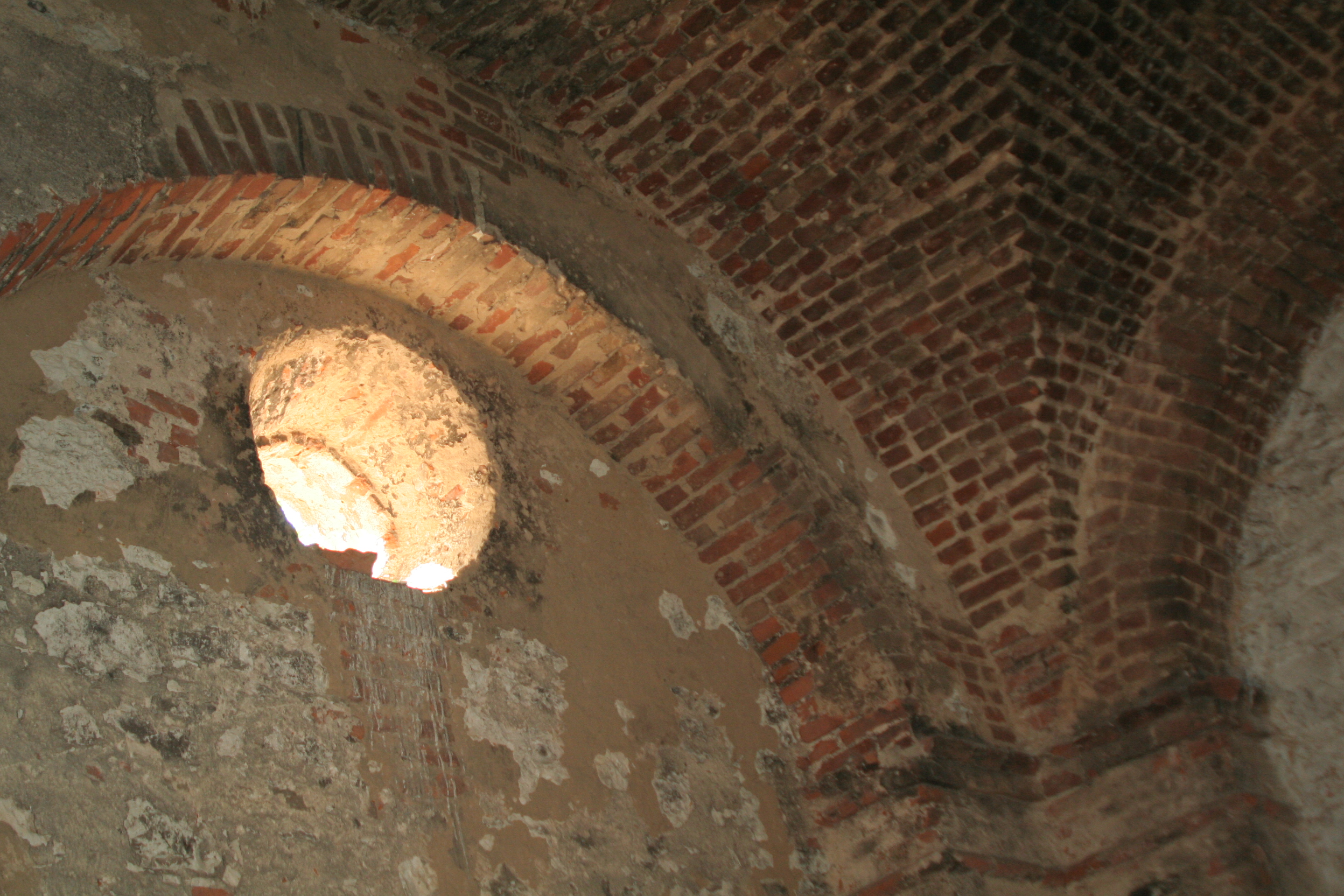
Wnętrze grobiska ariańskiego

Grobisko ariańskie w Krynicy (nazywane także Wieżą Ariańską, Arianką, czopem lub Grobiskiem) – jeden z nielicznych w Polsce grobów piramidalnych, najprawdopodobniej jeden z najstarszych, znajdujący się niedaleko miejscowości Krynica, w powiecie krasnostawskim. Zbudowany najprawdopodobniej w I połowie XVII wieku przez podkomorzego chełmskiego, arianina Pawła Orzechowskiego.

## Historia
Ze względu na fakt, że Orzechowski był arianinem, nie mógł zostać pochowany na cmentarzu katolickim. Z tego powodu zdecydował się na zbudowanie sobie grobowca znajdującego się w odosobnieniu, o oryginalnej formie. Tam prawdopodobnie został pochowany po śmierci, która miała miejsce 21 marca 1612. Być może w pobliżu grobiska znajdował się niewielki ariański cmentarz.

Z 1867 pochodzi relacja wspominająca o przekazie, według którego 

lud miejscowy złożył w tem grobisku wielkiego grzesznika, potępionego za przekroczenie czwartego przykazania Boskiego, a takim spoczynek w ziemi poświęconej bywa wzbroniony. Przechowują więc tam podanie, jakoby przed wiekami mieszkał w zamku krupskim wyrodny syn, który ze sknerstwa wysyłał tajemnie matkę swoją na żebraninę i gdy ta pewnego dnia w ciężkiej zimie powróciła z niczem, nie puścił jej do mieszkania i pozwolił aby na drodze zmarła. Skoro wieść o tym niecnym postępku rozniosła się, a on także zakończył życie, lud wykopał zmarłego z chrześcijańskiego cmentarza i zagrzebał w lesie na grobisku. Ale że i tam złe nie dawało ludziom pokoju i do niejednego przyczyniło się śmierci, aby więc temu zapobiec, wystawioną została kaplica na grobisku.

W 1890 Oskar Kolberg wspominał o skarbach rzekomo ukrytych w grobisku: 

W pobliżu Krupego mają być – wedle podania – skarby w kopcu piramidalnym czyli grobowcu, leżącym w znacznej części w gruzach; wszelako skarbów tych z obawy licha czyli złego, lud wcale nie szuka.

## Lokalizacja
Budowla znajduje się na tzw. Górze Ariańskiej – pagórze wapiennym o wysokości 290 m n.p.m., porośniętym młodym lasem sosnowym. Ulokowane jest mniej więcej w połowie drogi pomiędzy Krasnymstawem a Rejowcem, na zachód od drogi wojewódzkiej nr 812, w niewielkiej odległości na północ od miejscowości Krupe. Grobisko jest jednym z elementów żółtego Szlaku Ariańskiego. 
Obiekt nie jest obecnie widoczny z szosy do Rejowca (i dalej do Chełma). Inaczej było jeszcze w latach 60. XX wieku – znajdował się on wówczas na bezleśnym wzgórzu i górował nad okolicą.

## Wygląd i konstrukcja
Murowana budowla na planie kwadratu o boku 7,35 m, zwieńczona piramidą o wysokości ok. 15 metrów (sześcian zwieńczony ostrosłupem). Łączna wysokość obiektu to ok. 20 metrów. Wykonana z kamienia uzupełnionego cegłą. Jest częściowo otynkowana. Posiada wewnętrzną kryptę. Do środka prowadzi otwór wejściowy, wyposażony w kratę. Na trzech ścianach budowli znajdują się okrągłe otwory pełniące funkcję okien. Piramida posiada także drugie wejście, do niedawna znajdujące się poniżej poziomu gruntu. Być może wiedzie ono do pomieszczeń piwnicznych. Oryginalne zwieńczenie piramidy jest obecnie przechowywane w Muzeum Regionalnym w Krasnymstawie. Grubość fundamentów to 150 cm, a ścian – 80 cm. Sklepienie o konstrukcji kolebkowo-krzyżowej, spływające na narożne pilastry.
Z 1869 pochodzi następujący opis budowy grobiska: 

Pierwsza kondygnacya tego pomnika zbudowana jest w kwadrat o bokach szerokich stóp 18, a wysokich stóp 36 (z gzymsowaniem). Materyałem budowlanym są cegły, biały opoczysty kamień i głaz czarny. Na tej podstawie osadzona jest czworoboczna piramida z cegły, nakryta śpiczastym nadgłówkiem z szarego piaskowca. Piramida ma wysokość stóp 72, cały więc pomnik dochodzi stóp 108, a zajmuje powierzchnię stóp kwadrat. 324. Ze strony południowej jest w murze wybite wejście do wnętrza, które ma gustowne sklepienie tak zwane rzymskie, wsparte na łukowatych arkadach. W ścianach dolnych są cyrklaste otwory, nieopatrywane, jak się zdaje, nigdy w okna. Miejscowi utrzymują, że niegdyś z zamku krupskiego podziemny korytarz prowadził do tego grobiska; dziś mury stoją już zapomniane i samotne

Obiekt uszkodzony podczas II wojny światowej, został poddany renowacji w latach 1956-1957. Wraz z Górą Ariańską został uznany za pomnik przyrody nieożywionej w 1983.